# Stourpaine
Stourpaine – wieś w Anglii, w hrabstwie Dorset. Leży 27 km na północny wschód od miasta Dorchester i 161 km na południowy zachód od Londynu.